# 瓜氨酸
瓜胺酸(citrulline)是一種α胺基酸，名字是由首先抽取出瓜胺酸的西瓜而來。

## 合成
瓜胺酸是從鳥胺酸及胺基甲醯磷酸鹽在尿素循環中生成，或是精胺酸透過一氧化氮合酶（NOS）催化生成一氧化氮時的副產物。首先，精胺酸會被氧化為N-羥基-精胺酸，再行氧化成瓜胺酸並釋出一氧化氮。

## 功用
當瓜胺酸仍然是胺基酸時，由於它不是為DNA而編碼，所以是不會在蛋白質生物合成中嵌入蛋白質內，不過仍然有部份蛋白質含有瓜胺酸。這些瓜胺酸是由胜肽精胺酸亞氨酶（PAD）所產生，在瓜胺化的過程中將精胺酸轉化為瓜胺酸。一般含有瓜胺酸的蛋白質包括有人腦髓鞘鹼性蛋白（MBP）、聚角蛋白微絲蛋白及一些組蛋白。如纖維素及波形蛋白能從細胞死亡及組織發炎中被瓜氨化。
患有類風濕性關節炎的病人（約80%）會發展一套免疫反應對抗帶有瓜胺酸的蛋白質。雖然這種反應機制的起因不明，但察覺抗體可以幫助這類病的診斷。